# Kobylnica Wołoska (gromada)
Kobylnica Wołoska – dawna gromada, czyli najmniejsza jednostka podziału terytorialnego Polskiej Rzeczypospolitej Ludowej w latach 1954–1972.
Gromady, z gromadzkimi radami narodowymi (GRN) jako organami władzy najniższego stopnia na wsi, funkcjonowały od reformy reorganizującej administrację wiejską przeprowadzonej jesienią 1954 do momentu ich zniesienia z dniem 1 stycznia 1973, tym samym wypierając organizację gminną w latach 1954–1972.
Gromadę Kobylnica Wołoska z siedzibą GRN w Kobylnicy Wołoskiej utworzono – jako jedną z 8759 gromad na obszarze Polski – w powiecie lubaczowskim w woj. rzeszowskim na mocy uchwały nr 26/54 WRN w Rzeszowie z dnia 5 października 1954. W skład jednostki weszły obszary dotychczasowych gromad Kobylnica Wołoska, Kobylnica Ruska i Potok Jaworowski ze zniesionej gminy Wielkie Oczy w powiecie lubaczowskim oraz obszar dotychczasowej gromady Budzyń ze zniesionej gminy Młyny w powiecie jarosławskim w tymże województwie.
13 listopada 1954 gromada weszła w skład nowo utworzonego powiatu radymniańskiego, gdzie ustalono dla niej 10 członków gromadzkiej rady narodowej.
31 grudnia 1961, w związku ze zlikwidowaniem powiatu radymniańskiego, gromadę Kobylnica Wołoska włączono do powiatu lubaczowskiego w tymże województwie, oprócz wsi Budzyń, którą włączono do powiatu jarosławskiego tamże (a więc poszczególne wsie powróciły do powiatów sprzed utworzenia powiatu radymniańskiego); równocześnie gromadę Kobylnica Wołoska zniesiono, włączając jej obszar do gromad: Młyny (wieś Budzyń) i Wielkie Oczy (wsie Kobylnica Wołoska, Kobylnica Ruska i Potok Jaworowski).